# Euphorbia iberica
Euphorbia iberica — вид квіткових рослин з родини молочайних (Euphorbiaceae). Поширення: Іран, Ірак, Крим, Північний Кавказ, Північний Кавказ, Туреччина.
Наводиться для Криму (околиці м. Севастополь, гора Мангуп-Кале).